# Claire Emslie
Claire Emslie (født 9. marts 1994) er en kvindelig skotsk fodboldspiller, der spiller angreb for amerikanske Orlando Pride i  National Women's Soccer League og for Skotlands kvindefodboldlandshold.
Hun har tidligere College-fodbold spillet for amerikanske Florida Atlantic Owls og for skotske Hibernian, Bristol City W.F.C., Manchester City W.F.C. og Melbourne City. Hun gjorde officielt landsholdsdebut i 2013 og deltog i øvrigt også ved VM i fodbold for kvinder 2019, efter at Skotland havde vundet deres kvalifikationsgruppe forud for slutrunden. Hun blev desuden den første kvindelige skotske fodboldspiller til at score ved VM i fodbold for kvinder.